# Guba Lafto
Guba Lafto est un des 105 woredas de la région Amhara, en Éthiopie.